# František Roubík
František Roubík (* 31. Juli 1890 in Jindřichův Hradec; †  5. Mai 1974 in Prag) war ein tschechoslowakischer Historiker und Archivar.

## Leben
František Roubík studierte von 1911 bis 1919 Geschichte an der Philosophischen Fakultät der Karls-Universität. Von 1919 bis 1921 absolvierte er den ersten Ausbildungskurs an der neu errichteten Státní archivní škola (Staatsschule für Archivare) in Prag. Bereits zu Studienzeiten begann er im Archiv seiner Heimatstadt Jindřichův Hradec zu arbeiten. Von 1920 bis 1939 war František Roubík am Archiv des tschechischen Innenministeriums in der Hauptstadt Prag angestellt. Daneben lehrte er 1930 bis 1943 an der Státní archivní škola. 1934 habilitierte er an der Karls-Universität, wo er von 1949 bis 1967 lehrte. Von 1953 bis zu seiner Pensionierung im Jahr 1960 leitete er die Abteilung für historische Geographie.

## Werke
Sein Themengebiet umfasst besonders die Landeskunde, Kartographie, Verwaltungsgeschichte, Sozialgeschichte und neuzeitliche Diplomatie Böhmens.
Aus österreichischer Sicht sind besonders František Roubíks Schriften über die ans oberösterreichische Verkehrsnetz anschließenden südböhmischen Verkehrswege von Interesse:
- K vývoji poštovní dopravy v jižních Čechách do poloviny 19. století (Zur Entwicklung des Postverkehrs in Südböhmen bis zur Mitte des 19. Jahrhunderts). In: Jihočeské muzeum (Hrsg.): Jihočeský sborník historický. Jahrgang 39, České Budějovice 1970, S. 69–79 und 154–172.
- Spory jihočeských měst o směr obchodních cest ve 14. až 17.století (Rechtsstreitigkeiten südböhmischer Städte über den Straßenverlauf der Handelswege im 14. bis 17. Jahrhundert). In: Jihočeské muzeum (Hrsg.): Jihočeský sborník historický. Jahrgang 40, České Budějovice 1971, S. 1–18.
- Umělá výstavba jihočeských státních silnic v 18. a 19. století (Straßenbaukunst der südböhmischen Staatsstraßen im 18. und 19. Jahrhundert). In: Jihočeské muzeum (Hrsg.): Jihočeský sborník historický. Jahrgang 41, České Budějovice 1972, S. 29–34 und 75–85.
- K vývoji železniční sítě v jižních Čechách (Zur Entwicklung des Eisenbahnnetzes in Südböhmen). In: Jihočeské muzeum (Hrsg.): Jihočeský sborník historický. Jahrgang 42, České Budějovice 1973, S. 208–218.